# Maria de Medeiros
Maria de Medeiros Esteves Victorino d'Almeida, conocida artísticamente como Maria de Medeiros (Lisboa, 19 de agosto de 1965), es una actriz, directora de cine y cantante portuguesa.

## Biografía
Es hija del compositor António Vitorino de Almeida y de Maria Armanda de Saint-Maurice Ferreira Esteves, hermana de Inês de Medeiros, también actriz y nieta de la escritora juvenil Odette de Saint-Maurice y del pediatra Constantino Ferreira Esteves. Pasó su infancia en Austria, regresando a Portugal después del 25 de abril de 1974 (Revolución de los Claveles). Estudió en el Liceu Francês Charles Lepierre de Lisboa y posteriormente se instaló en París.
Cursó estudios de filosofía en la Sorbona, pero los abandonó por la interpretación. Es diplomada por la École Nationale Supérieure des Arts et Techniques du Théâtre y el Conservatoire National d’Art de París.
De la mano de Brigitte Jacques —que la dirigió en espectáculos como La muerte de Pompeyo, de Pierre Corneille o Elvire Jouvet 40, de Louis Jouvet— inició definitivamente su carrera de actriz, primero en el teatro, y después en el cine, donde ha sido reconocida como la más internacional de las actrices portuguesas.
Inició su filmografía con el largometraje Silvestre de João César Monteiro (1982). Consolidó su carrera internacional con dos películas estadounidenses: Henry y June (1990), de Philip Kaufman, que coprotagonizó junto a Fred Ward y Uma Thurman, y Pulp Fiction (1994), de Quentin Tarantino, donde actuó al lado de Bruce Willis, John Travolta, Samuel L. Jackson y, de nuevo, Uma Thurman. También ha tenido papeles en A Divina Comédia, de Manoel de Oliveira (1991); Huevos de oro, de Bigas Luna (1993); Três Irmãos, de Teresa Villaverde (1994), que le valió el premio a la mejor actriz del Festival de Venecia y el Festival de Cancún; Adão e Eva, de Joaquim Leitão (1995) que le hizo ganar el Globo de Ouro portugués a la mejor actriz del año; O Xangô de Baker Street, de Miguel Faria Jr.. Tiene una filmografía de cerca de 90 películas, incluyendo los cortometrajes.
En 2000, dirigió su ópera prima Capitanes de Abril, sobre la Revolución de los Claveles en Portugal, seleccionado por el Festival de Cannes y premiado en el Festival de São Paulo, que contó con la participación de actores como Stefano Accorsi, Joaquim de Almeida o Fele Martínez. Ha realizado otros filmes como Il resto di niente (2004), Bem-Vindo a São Paulo (2004), Mathilde au Matin (2004), Je t'aime, moi non plus: artistes et critiques (2004), A Morte do Principe (1991), Fragmento II (1988) y Sévérine C. (1987).
En 2007, grabó su primer CD de música A little more blue, una recopilación de canciones de resistencia a la dictadura militar brasileña, de autores como Chico Buarque, Caetano Veloso, Gilberto Gil, Ivan Lins o Dolores Duran.
En mayo de 2007, formó parte del Jurado oficial del Festival de Cannes.
El 17 de marzo de 2008, fue nominada artista por la paz de la Unesco.
En 2010, publicó su segundo álbum Penínsulas & Continentes y en 2012, publicó su tercer CD con composiciones propias titulado Pájaros eternos.
Participó en uno de los capítulos de la famosa serie de televisión, Cuéntame como paso en el que interpretaba a una periodista portuguesa durante la Revolución de los claveles y donde también mantenía una esporádica relación con el personaje de Toni Alcántara, interpretado por Pablo Rivero.
Desde 2012 vive en Barcelona.

## Filmografía
- 1982: Silvestre de João César Monteiro: Sílvia / Silvestre
- 1983: A Estrangeira de João César Monteiro
- 1984: Paris vu par... vingt ans après: sketch J'ai faim, j'ai froid de Chantal Akerman
- 1985: Vertiges de Christine Laurent: Blanche
- 1986: Le Moine et la sorcière de Suzanne Schiffman: Agnès
- 1988: La Lectrice  de Michel Deville: L'infirmière muette
- 1989: L'Air de rien de Mary Jiménez: Cecile
- 1990: L'Ourse bleue de Marc Chevrié
- 1990: 1871 de Ken McMullen: Maria
- 1990: Henry y June (Henry & June) de Philip Kaufman: Anaïs Nin
- 1991: A Morte do Príncipe: Salome
- 1991: A Idade Maior: Barbara
- 1991: La Divine comédie (A Divina Comédia): Sónia
- 1991: La Tentation de Vénus / Meeting Venus de István Szabó: Yvonne
- 1991: L'Homme de ma vie de Jean-Charles Tacchella: Aimee
- 1992: Retrato de Família de Luís Galvão Teles: Ofelia
- 1993: Huevos de oro de Bigas Luna: Marta
- 1994: El detective y la muerte de Gonzalo Suárez: Maria
- 1994: Des feux mal éteints de Serge Moati: Tweedy Bird
- 1994: Três Irmãos de Teresa Villaverde: Maria
- 1994: Pulp Fiction de Quentin Tarantino: Fabienne
- 1995: The Woman in the Moon
- 1995: Paraíso Perdido: Cristina Pratas
- 1995: Adán y Eva (Adão e Eva): Catarina Meneses
- 1996: Des nouvelles du bon Dieu  de Didier Le Pêcheur: Karenine
- 1996: Tiré à part de Bernard Rapp: Nancy Pickford
- 1997: Tempête dans un verre d'eau: Vita
- 1997: Go for Gold!: Paquita
- 1997: Le Polygraphe: Claude
- 1997: Airbag: Fátima do Espíritu Santo
- 1997: Les Mille merveilles de l'univers: President Blandine Brucker
- 1997: Le Comédien: Antoinette Vervier
- 1998: Guerra e Liberdade - Castro Alves em São Paulo: Eugénia Câmara
- 1998: A Tempestade da Terra: Lena
- 1998: Spanish Fly: Rossy
- 1998: Sudor de los ruiseñores, El: Goyita
- 1999: Babel: Alice
- 1999: Les Infortunes de la beauté: Céline
- 2000: Capitanes de Abril (Capitães de Abril): Antónia
- 2000: Deuxième vie: Laurie
- 2001: Honolulu Baby: Margherita
- 2001: L'Homme des foules: Dr. Giordano
- 2001: Porto de mon enfance (Porto da Minha Infância): Miss Diabo
- 2001: O Xangô de Baker Street: Sarah Bernhardt
- 2002: Single Again
- 2002: Eau et sel (Água e Sal): Vera
- 2002: Stranded: Náufragos: Jenny Johnson
- 2004: Il resto di niente: Eleonora Fonseca Pimentel
- 2003: Mi vida sin mí: La peluquera
- 2003: Moi César, 10 ans ½, 1m39: Chantal Petit
- 2003: The Saddest Music in the World: Narcissa
- 2004: A Trip to the Orphanage
- 2006: Je m'appelle Elisabeth: Mado
- 2006: Dans les cordes
- 2007: Midsummer Madness: Livia
- 2008: Mes stars et moi: Adeline
- 2008: Riparo: Anna
- 2009: O Contador de Historias: Margherit
- 2011: Pollo Alle Prugne: Faringuisse
- 2014: Pasolini: Laura Betti
- 2015: The Forbidden Room: Clotilde
- 2016: Le Fils de Joseph: Violette Tréfouille
- 2017: O Matador: Nancy
- 2017: The Broken Key: Althea
- 2018: Mar: Francisca
- 2018: Black is Beltza: Amira
- 2018: Onyx, Kings of the Grail: Margarita Torres
- 2018: Dos Fridas: Judith Ferreto
- 2020: El país de las últimas cosas: Victoria
- 2020: 100 metros: Noelia
- 2025: Una quinta portuguesa: Amalia

### Cortometrajes
- 1987: Nina de Bianca Florelli.
- 1991: Simon courage de Patrick Ardis.
- 1995: A comme Acteur de Frédéric Sojcher.
- 2002: Oxala de Patricia Atanazio.

## Televisión
- 1988: Elvire Jouvet 40 de Benoît Jacquot
- 1989: Les Nuits révolutionnaires
- 1990: L'Inspecteur Lavardin: Diable en ville
- 1994: Jenseits der Brandung (TV): Therese
- 1994: Saint-Exupéry : La dernière mission: Consuelo
- 1995: Maria fille de Flandre (TV): Maria
- 1996: La Femme rêvée: Marie-Ange
- 1996: Attends-moi: Jeanne
- 1996: Sans mentir: Brigitte
- 2001: Marafona (TV): Maria Viola da Silva
- 2003: Anomalies passagères' : Luna
- 2005: Vénus & Apollon (série TV): Suzy
- 2005: La Belle et le sauvage de Bertrand Arthuys: Alice/Elsa
- 2006: Cuéntame como pasó: Fotógrafa en el episodio "Lisboa era una fiesta" (Temporada 8, Capítulo 120)

## Teatro
- 1986: Elvire Jouvet 40
- 1988: O Publico de Federico Garcia Lorca
- 2009: Sextett de Rémi de Vos
- 2013: Aos Nossos Filhos, de Laura Castro

## Discografía

### Álbumes
- A Little More Blue 2006
- Penínsulas & Continentes 2010
- Pájaros eternos 2012

### Colaboraciones y otros discos
- Drama Box de Misia. 2005.
- Rendez-vous Chez Nino Rota, CD+DVD del italiano Mauro Gioia, en el que intervienen también Adriana Calcanhotto, Martirio, Ute Lemper, Catherine Ringer, Susana Rinaldi y Sharleen Spiteri. Maria canta La pappa col pomodoro  2008.
- Femina. The Legendary Tigerman Maria de Medeiros canta These Boots Are Made for Walkin'. 2009.
- Señora (ellas cantan a Serrat). Maria de Medeiros canta Nanas de la cebolla. 2009.

## Premios y reconocimientos
Festival Internacional de Cine de Venecia
| Año  | Categoría                    | Película                | Resultado |
| ---- | ---------------------------- | ----------------------- | --------- |
| 1994 | Copa Volpi a la mejor actriz | Two Brothers, My Sister | Ganadora  |

- Caballero de la Orden de las Artes y Letras de Francia (Título concedido en 2003).
- Artista por la Paz de la UNESCO 2008